# Quiero ser (álbum)
Quiero ser (también titulado Menudo o Rock chiquillo en algunos países) es el noveno álbum de estudio de la boy band puertorriqueña Menudo, lanzado en 1981 por la discográfica Padosa. La formación del grupo en ese período incluía a los miembros: Ricky Meléndez, Johnny Lozada, Xavier Serbiá, Miguel Cancel y René Farrait. Con este nuevo disco, el grupo viajó a países latinoamericanos donde aún eran desconocidos, como Guatemala, y Colombia.

## Canciones
La canción "Súbete a mi moto" (también llamada "Sube a mi motora") se convirtió en una de las más populares del álbum, siendo considerada por los fanáticos como la canción insignia del grupo. Según algunos medios de comunicación, la canción trata sobre experimentar la libertad. La pista generó controversia en Puerto Rico, ya que, en el momento de su lanzamiento, "moto" era un término utilizado para referirse a drogas ilegales (cigarrillo de marihuana).
"Claridad" fue grabada originalmente por el cantante italiano Umberto Tozzi bajo el título "Stella Stai". La versión en español de la canción, adaptada por el productor cubano Óscar Gómez Díaz, se convirtió en uno de los mayores éxitos de la boyband puertorriqueña. A pesar de su origen italiano, la letra de la versión en español presenta un significado completamente diferente, abordando el deseo de superar una ruptura amorosa, mientras que la original de Tozzi era conocida por su complejidad poética, descrita por el propio compositor como "sin un significado definido". La versión de Tozzi formó parte de la banda sonora de la película de Marvel Spider-Man: Lejos de casa. En la era digital, "Claridad" encontró una nueva audiencia con el #MenudoChallenge en TikTok.
La canción que da nombre al álbum, "Quiero ser", destaca por haber alcanzado la sexta posición en la lista musical de Uruguay, publicada por la revista Record World.

## Desempeño comercial
Comercialmente, el álbum fue un éxito. En Venezuela vendió 334 mil copias. En los Estados Unidos apareció en las listas musicales de la revista Billboard, dedicadas a música latina. Según un informe de 1981 de la revista Record World, cada álbum de Menudo lanzado en México hasta esa fecha (Fuego y Quiero ser), logró vender medio millón de copias entre LPs y cassettes.
En 1998, el álbum fue lanzado junto con otros tres álbumes de Menudo (Por amor, Una aventura llamada Menudo y Fuego), en formato compact disc (CD). Según la revista Billboard, en su primera semana de ventas, los cuatro álbumes juntos superaron las 10 mil unidades vendidas en los Estados Unidos.

## Lista de canciones
| N.º | Título                 | Escritor(es)  | Performer(s)  | Duración |  |
| 1.  | «Mi Banda Toca Rock»   | Ivano Fossati | Johnny Lozada | 3:00     |  |
| 2.  | «Quiero Ser»           | Edgardo Díaz  | René Farrait  | 3:08     |  |
| 3.  | «Rock En La TV»        | Díaz          | Miguel Cancel | 3:16     |  |
| 4.  | «Bailemos En El Mar»   | Díaz          | Cancel        | 3:17     |  |
| 5.  | «Claridad»             | Umberto Tozzi | Group         | 4:16     |  |
| 6.  | «Súbete A Mi Moto»     | Díaz          | Farrait       | 3:35     |  |
| 7.  | «Mejor»                | F. Arbex      | Group         | 2:54     |  |
| 8.  | «Solo Tú, Solo Yo»     | Díaz          | Group         | 3:08     |  |
| 9.  | «Enamorado del Amor»   | Díaz          | Lozada        | 4:03     |  |
| 10. | «Me Voy a Enamoriscar» | Juan Pardo    | Cancel        | 3:23     |  |

## Posicionamiento en listas

### Semanales
| Tabla musical (1981-1982)                                 | Mejor posición |
| --------------------------------------------------------- | -------------- |
| Argentina (Cashbox/Prensario)                             | 6              |
| Estados Unidos (Billboard Latin Pop Albums - Los Ángeles) | 13             |
| Estados Unidos (Billboard Top Latin Albums - Nueva York)  | 2              |
| Estados Unidos (Billboard Top Latin Albums - Texas)       | 4              |
| Uruguay (Record World)                                    | 4              |

## Certificaciones y ventas
| Región    | Certificación | Ventas estimadas |
| --------- | ------------- | ---------------- |
| México    | Oro           | 500.000          |
| Venezuela | Oro           | 334.000          |